# Deliver Us from Eva
Pour plus de détails, voir Fiche technique et Distribution.
Deliver Us from Eva, ou Débarrasse-nous d'Éva au Québec, est un film américain réalisé par Gary Hardwick, sorti en 2003. 
Dans une certaine mesure, c'est une mise à jour « urbaine » de La Mégère apprivoisée de William Shakespeare. Le titre est un jeu de mots tiré de la prière Notre Père : « Et ne nous induis pas en tentation, mais délivre-nous du mal ».

## Synopsis
Les sœurs Dandridge, Evangeline (Eva pour faire court), Kareenah, Bethany et Jacqui vivent à Los Angeles, en Californie. Eva, qui travaille pour le département de la santé de la ville comme un inspecteur, est autoritaire et ne croit qu'en elle et sait ce qui est mieux pour elle et ses sœurs, et ne peuvent pas s'entendre du tout avec leur mari / petit ami. Lorsque le groupe de quatre sœurs se met ensemble pour protéger un héritage de famille, il est la dernière faille.
Les hommes se tournent vers Ray Adams (LL Cool J), un camionneur livreur d'un restaurant de viande, pour résoudre leur problème, le payant pour garder Eva occupée et de leurs vies respectives. Malheureusement pour Ray, il tombe amoureux d'Eva, à première vue, mais elle se révèle avoir une langue âpre et nature suspecte. Adams commence patiemment pour l'amener autour de l'idée d'une relation amoureuse, même si elle joue avec l'idée de quitter la ville.
Eva et Ray tombent éperdument amoureux l'un de l'autre, et Eva, même temporairement, abandonne ses façons acariâtres. Mais les amis paniquent pour Ray et tentent de briser la romance, réclamant leurs femmes pour qu'elles les aident à casser la relation entre Eva et Ray, et que Eva a l'intention de rester dans la ville. Les choses deviennent si compliquées que les hommes pensent à un plan audacieux: enlever Ray, mentir à Eva et faire croire à sa mort dans un accident et qu'elle oublie en quittant la ville.
Eva ne les croit pas et organise des funérailles pour la "mort" de son petit ami, mais au milieu de la cérémonie ray apparait, après avoir échappé de sa prison, et toute la vérité éclate. En colère, Eva décharge Ray, quitte la ville et décide de commencer une nouvelle vie. Mais Ray n'a pas tout à fait abandonné. Il se présente au travail d'Eva sur un cheval blanc et la persuade de lui pardonner. Elle accepte de le reprendre, diviser l'héritage, et s'excuse pour son ingérence dans les relations de ses sœurs.

## Fiche technique
- Sociétés de production : Baltimore Spring Creek Productions, USA Films
- Société de distribution : Focus Features

## Distribution
Légende : Version Québécoise = VQ
- LL Cool J (VQ : Benoit Rousseau) : Raymond « Ray » Adams
- Gabrielle Union (VQ : Anne Dorval) : Evangeline « Eva » Dandrige
- Duane Martin (VQ : Marc-André Bélanger) : Michael « Mike »
- Essence Atkins (VQ : Valérie Gagné) : Kareenah Dandrige
- Robinne Lee (VQ : Violette Chauveau) : Bethany Dandrige
- Meagan Good (VQ : Camille Cyr-Desmarais) : Jacqui Dandrige
- Mel Jackson (VQ : Antoine Durand) : Timothy « Tim »
- Dartanyan Edmonds : Darrell
- Kym Whitley (en) : Ormandy
- Nikki Washington : Robin
- Royale Watkins : Telly
- Matt Winston : Oscar
- Ruben Paul : Rashaun
- Dorian Gregory : Lucius Johnson
- Kenya Moore : Renee Johnson
- Henry Kingi Jr. : Mounted cop
- Steve Stapenhorst : Maire
- Stephen Saux : Bartender
- Terry Crews : Big Bartender

## Box office
Le film est sorti au no 6 au box office des États-Unis le week-end du 7 février 2003, engrangeant 6 648 374 $ USD dans son premier week-end.[réf. nécessaire]